# Universidad del Cauca
Universidad del Cauca är ett universitet i Colombia. Det ligger i kommunen Popayán och departementet Cauca, i den västra delen av landet, 400 km sydväst om huvudstaden Bogotá. 